# Носовая (деревня)
Носова́я — бывшая деревня, в Ненецком автономном округе России. Входила в Приморско-Куйский сельсовет.
Посёлок находится на берегу Болванской губы Печорского моря. Название Носовая, деревня получила потому что построена на берегу мыса Болванский Нос.
Деревня основана в 1937 году как база рыболовецкого колхоза «20 лет Октября». В 1950-х годах в Носовой было около шестидесяти домов, рыбозавод, ферма, конюшня, магазин, библиотека, школа. Население занималось ловом наваги, сёмги и белой рыбы.
12 сентября 1956 года в Болванской губе произошёл сильный шторм в результате которого деревня была полностью затоплена, и частично разрушена.
В связи с переходом на концентрированный лов сёмги, и её централизованную переработку на Печорском рыбокомбинате в Нарьян-Маре Носовая постепенно утратила значение рыбопромыслового поселения. В середине 1990-х годов последние жители Носовой переселились в Нарьян-Мар и посёлок Красное. В настоящее время деревня используется как сезонное рыбацкое поселение (рыбопромысловый участок) в период путины.